# Muzeum Sanktuarium w Żabbar
Muzeum Sanktuarium w Żabbar (malt. Mużew tas-Santwarju Żabbar, ang. Żabbar Sanctuary Museum) – jest to muzeum parafialne w Żabbar na Malcie, gromadzące eksponaty z czasów od prehistorycznych do współczesności. Większość z nich ma tematykę religijną, część zaś świecką. Budynek został zbudowany w celu mieszczenia muzeum, jego projekt wywołał wiele kontrowersji w związku z usytuowaniem w rdzeniu historycznego centrum, obok kościoła parafialnego.
Zbudowane w połowie XX wieku, zostało odnowione w roku 2003, aktualnie eksponaty wystawiane są na jego trzech poziomach. Zarządzane jest przez komitet oraz grupę członków-wolontariuszy, którym przewodzi proboszcz parafii Żabbar. Muzeum jest otwarte codziennie w godzinach 9:00-12:00; opłata za wstęp wynosi 2 € od osoby. Cały dochód przeznaczany jest na utrzymanie muzeum oraz zabezpieczenie kolekcji.

## Historia

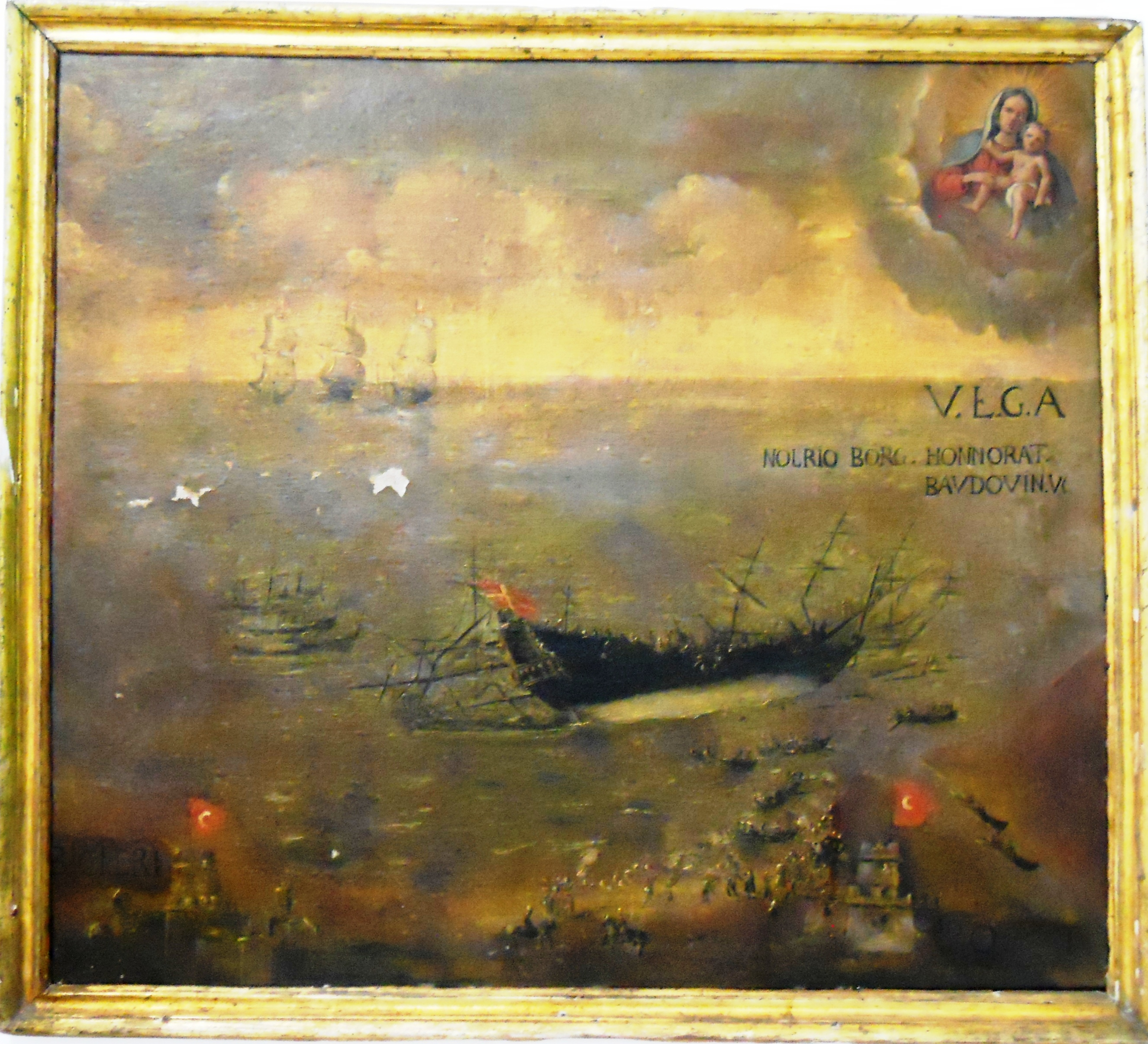
Obraz Ex-voto, jeden z eksponatów muzeum

Muzeum zostało założone przez Monsignora Josepha Zarba. Po wyznaczeniu, w roku 1943, Zarba na proboszcza Żabbar, doszedł on wkrótce do wniosku, że istnieje możliwość określenia autentyczności historycznych artefaktów, przechowywanych w sanktuarium. Będąc badaczem i uczonym, spisał całe mienie sanktuarium – a wśród niego broń, łańcuchy niewolników, modele statków, szaty liturgiczne, przody ołtarzy oraz obrazy ex-voto – będące w posiadaniu parafii. Listę tę później opublikował jako książkę.
W przeszłości niektóre elementy dziedzictwa parafii były niedoceniane, miejsce pobytu niektórych rzeczy jest nieznane. W pewnym czasie w posiadaniu parafii było około 300 ex-voto, dziś jest ich tylko około 85, wszystkie są wystawiane w muzeum. Rzeczy te były, a na pewno większość z nich, ofiarowane przez lata patronce miejscowości, Our Lady of Graces, przez ludzi o różnym pochodzeniu. Większość ex-voto przekazywana była przez członków Zakonu św. Jana oraz inne osoby pływające na galerach, będące marynarzami.
Po zbudowaniu i otwarciu muzeum, Zarb był w stanie umieścić tam i zachować olbrzymią kolekcję artefaktów, począwszy od prehistorii, poprzez Zakon Maltański, francuską okupację Malty, okres brytyjski, aż po XX-wieczną Maltę. Są tam również niektóre eksponaty z wieku XXI.
W połowie XX wieku w sanktuarium złożył oficjalną wizytę biskup Mikiel Gonzi, kiedy ukoronował Madonnę oraz Dzieciątko Jezus na wielce czczonym XVIII-wiecznym obrazie Matki Bożej Łaskawej.

## Eksponaty
Eksponaty muzeum zawierają darowizny wykonane dla muzeum przez osoby indywidualne, przedmioty i obrazy, poprzednio znajdujące się w sanktuarium, oraz przedmioty zakupione na aukcjach. Wybrane eksponaty w muzeum to:

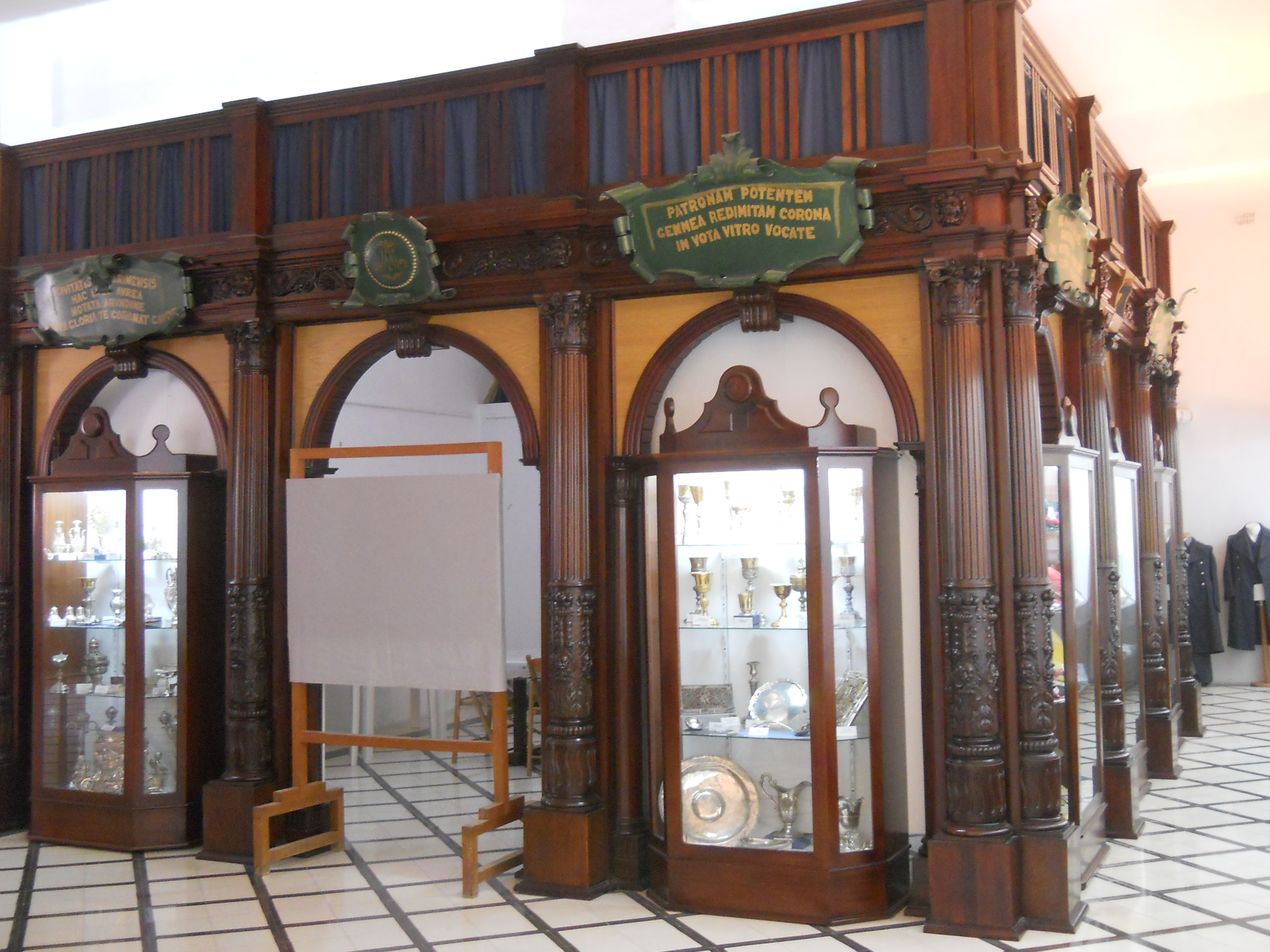
Mahoniowa boazeria ze statku „Alcantara”

- 85 obrazów ex-voto[5], z których 74 związanych jest z morzem. Kolekcja ta gromadzi największą liczbę ex-voto na Malcie, przekazanych przez rycerzy Zakonu św. Jana[9];
- Dwie lektyki[6], jedna używana przez Wielkich Mistrzów Rafaela oraz Nicolasa Cotonera, druga zaś przez Wielkiego Mistrza Ferdynanda Hompescha, który podarował ją sanktuarium. Hompesch podarował również dwa obrazy, maltański zegar wystawiany w muzeum oraz kompletną rycerską zbroję ceremonialną, ozdobioną techniką „aqua fortis”[8];
- Współczesny obraz przedstawiający karakę „Santa Anna”, oraz, pochodzący ze szkoły morskiej, model okrętu liniowego „San Gioacchino” z roku 1767[10][11];
- Średniowieczny fresk Matki Bożej Łaskawej odkryty w kaplicy św. Dominiki w Żabbar, unikalny karawan do przewozu zwłok z czasów epidemii w roku 1813, oraz kolekcja medali i monet[8][6];
- pomieszczenie poświęcone pamięci Avro Vulcan XM 645, który eksplodował nad Żabbar w 1975 roku[6], oraz eksponaty z II wojny światowej[8];
- Boazeria z drewna mahoniowego ze statku RMS „Alcantara”[8] oraz
- Większy niż zwykle ołtarz przenośny[12].

### Obrazy

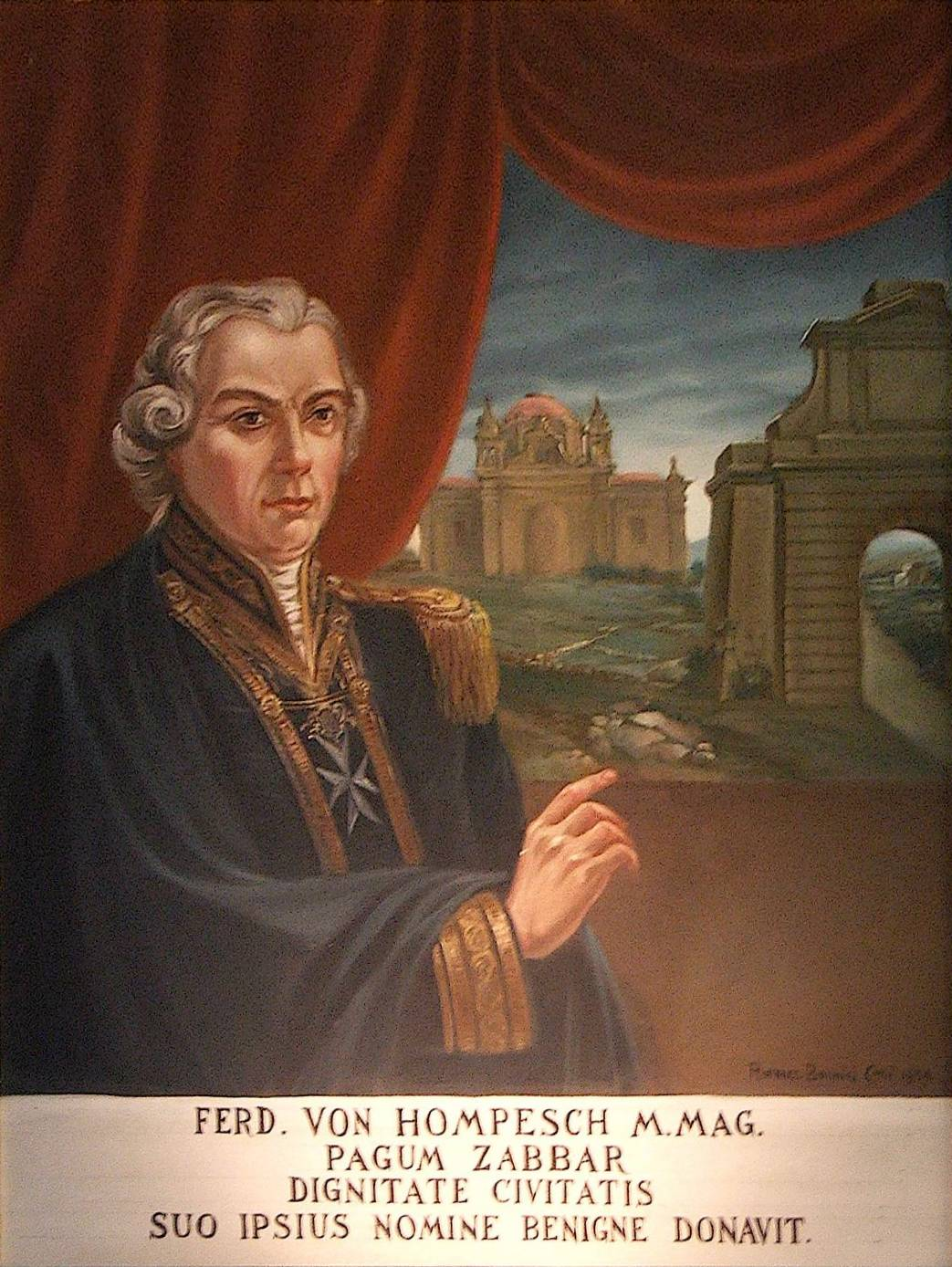
Obraz przedstawiający Wielkiego Mistrza Ferdynanda Hompescha, eksponowany w muzeum

W muzeum eksponowane są różne dzieła sztuki, większość z nich jest o tematyce religijnej, wcześniej znajdowały się one w sanktuarium. Autorami obrazów są Rocco Buhagiar, Gian Nicola Buhagiar, Rafel Bonnici Calì, Michele Busuttil, Tousaint Busuttil, Giuseppe Calì, Giuseppe Maria Caruana, Giovanni Battista Conti, Giuseppe D'Arena, Stefano Erardi, Rafael Gagliardi, Tommaso Madiona, Mattia Preti, Italo Horatio Serge, Filippo Venuti i Francesco Zahra.
Inne obrazy w muzeum pochodzą z darowizn osób prywatnych. Dwa z nich przedstawiają bitwę pod Wiedniem w roku 1683, inny port w Messynie w XVIII wieku. Są tam też szkice obrazów z sanktuarium.

## Budynek
W roku 1952 powstały plany wybudowania budynku muzeum, przylegającego do kościoła parafialnego, w celu eksponowania kolekcji. Projekt barokowej fasady budynku muzeum wywołał pewne kontrowersje w organach planowania, chociaż zezwolenie zostało w końcu wydane. Budowa ruszyła, i 2 września 1954 roku odbyła się ceremonia otwarcia. Jest to drugie muzeum parafialne, po muzeum katedralnym w Mdinie, i pierwsze na Malcie, zbudowane specjalnie w tym celu. W roku 2003 muzeum przeszło proces odnowy, z inicjatywy proboszcza Antona Cassara. Eksponaty są teraz wystawiane na podeście parteru oraz dwóch piętrach.

### Zarządzanie muzeum
Odpowiedzialność za działalność muzeum ponosi parafia w Żabbar. Komisja złożona z sześciu osób, pracujących nieodpłatnie, oraz aktualny proboszcz, jako jej przewodniczący, kierują codzienną pracą placówki, w tym utrzymywaniem i odnawianiem eksponatów. Dochody muzeum pochodzą z opłat za wejście, od parafii oraz z darowizn.
Muzeum jest generalnie otwarte codziennie, przez trzy godziny, pomiędzy 9:00 a 12:00.